# Nancy Sandars
Nancy Sandars (Little Tew, 29 juni 1914 – 20 november 2015) was een Britse archeoloog, prehistoricus en schrijfster van meerdere boeken. Ze werd op 2 mei 1957 verkozen tot Fellow of the Society of Antiquaries of London (FSA) en in 1984 tot Fellow of the British Academy (FBA).